# Puerto Plata (Provinz)

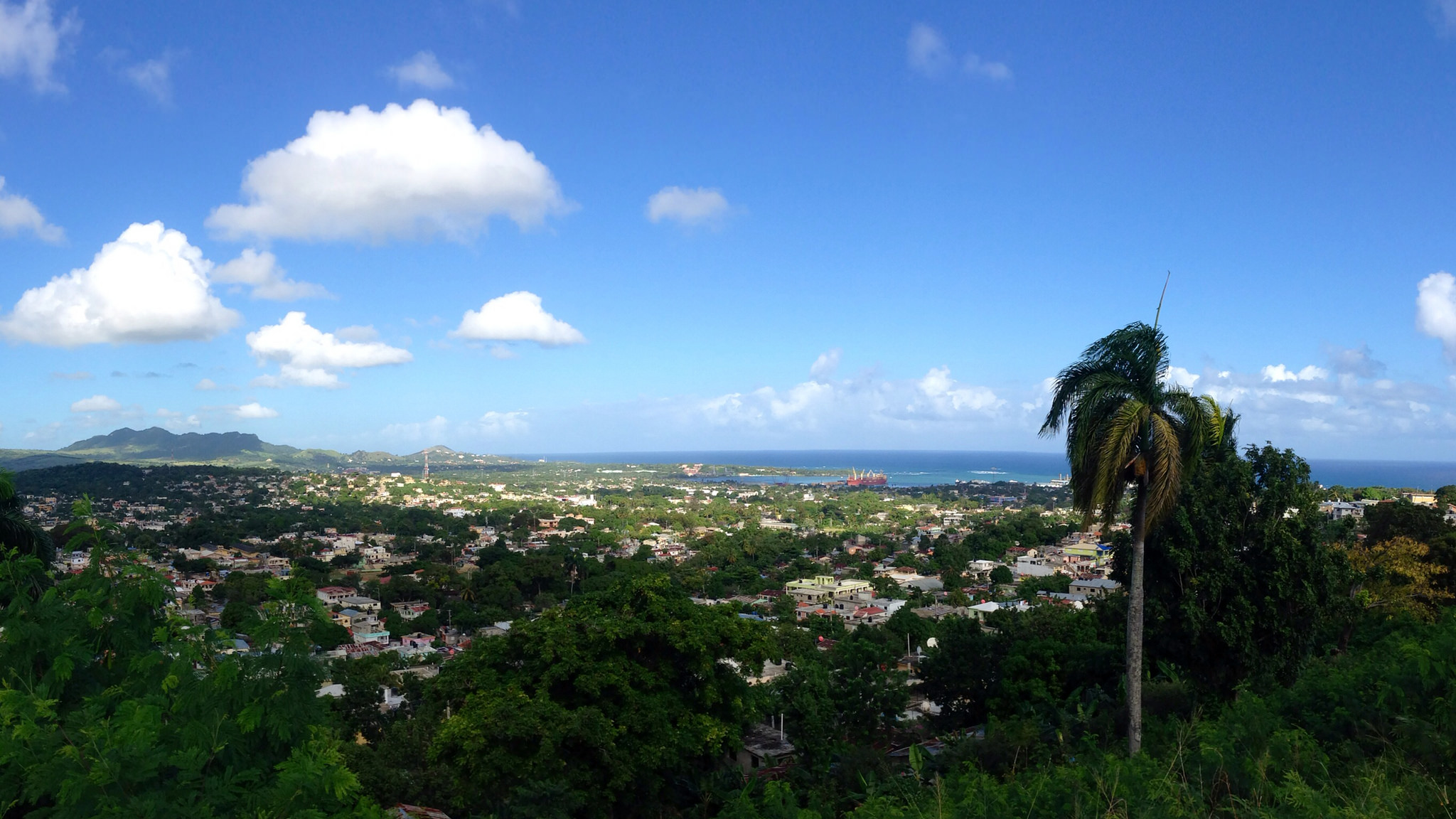
Hafen von Puerto Plata von einer Anhöhe gesehen.

Puerto Plata ist eine Provinz im Norden der Dominikanischen Republik. Die Provinz liegt eingebettet zwischen den Bergen der Cordillera Septentrional und dem Atlantischen Ozean. Die Küste bietet zahlreiche Sandstrände und atemberaubende Aussichten auf den Atlantik.
1907 wurde die Provinz Puerto Plata von der gleichnamigen Hauptstadt getrennt.

## Wirtschaft
In der Provinz werden hauptsächlich Kaffee, Kakao und Zuckerrohr angebaut.
Die Landwirtschaft wurde jedoch seit den späten 1990ern als Hauptwirtschaftszweig vom Tourismus abgelöst. Die Provinz gilt als eine der wichtigsten Tourismusziele der Dominikanischen Republik.

## Wichtige Städte und Ortschaften
- Puerto Plata, Provinzhauptstadt
- Altamira
- Cabarete
- Imbert
- La Isabela
- Luperón
- Sosúa